# Racisme : mode d'emploi
Racisme : mode d'emploi est un essai, paru en 2011, de la militante associative Rokhaya Diallo.

## Présentation
Rokhaya Diallo présente dans cet ouvrage les clichés que les minorités doivent affronter chaque jour. Elle fait en sorte de mettre les lecteurs face à leurs propres préjugés. Elle-même n'a jamais fait l'objet d'un racisme revendiqué, comme se faire traiter de « sale Noire ». Par contre elle constate à l'égard des Noirs un « racisme bienveillant », qui consiste par exemple à leur reconnaître un talent pour des activités physiques comme le sport ou la danse : « ils ont le rythme dans la peau et la chaleur humaine en bandoulière. » Le racisme qui cible les pratiquants de la religion musulmane est plus sophistiqué. Elle s'interroge sur le choix des mots, pourquoi parler de black et de beur et ne pas dire blanc.

## Accueil critique
Pour l'universitaire Charles-Didier Gondola : 

« Rares sont les ouvrages en France qui analysent de manière à la fois habile et érudite le mode d'emploi de cette idée qui taraude l'Occident depuis plusieurs siècles. Mais plutôt qu'un mode emploi, c'est-à-dire un manuel d'utilisation, Rokhaya Diallo va au-delà, nonobstant ce titre un peu trompeur. En réalité, elle instruit le procès du racisme sans jamais manquer ni d'esprit ni de justesse. »